# Injury Severity Score
L'Injury Severity Score (ISS; dall'inglese, “punteggio di severità dell'infortunio”) è un punteggio utilizzato in medicina per valutare la gravità del trauma.
I punteggi variano da 1 a 75. Il punteggio è correlato con la mortalità, la morbilità e la durata dell'ospedalizzazione dopo il trauma.
Il punteggio viene utilizzato per identificare un trauma maggiore (ovvero la presenza di almeno una lesione a rischio immediato o potenziale per la sopravvivenza; ISS >15), per rilevare e valutare i pazienti. Trova anche applicazione nel guidare la cura del paziente e nel prendere decisioni terapeutiche.
Il punteggio correla in modo più soddisfacente, rispetto ad altri indici di trauma, con la gravità clinica di un soggetto politraumatizzato, cioè con lesioni associate a carico di due o più distretti corporei.
L'ideatrice, la professoressa Susan Baker dell'Università Johns Hopkins di Baltimora, comprese che la gravità di un quadro clinico di un soggetto politraumatizzato non può essere considerata la semplice somma delle gravità delle singole lesioni da cui è affetto, ma è in realtà decisamente maggiore. Le varie lesioni e condizioni patologiche infatti interagiscono tra loro, peggiorando la prognosi del paziente molto più di quanto ci si possa aspettare valutando l'impatto delle singole lesioni. In altre parole la presenza contemporanea di più lesioni, ciascuna delle quali di per sé non letale, può in verità associarsi ad un'elevata probabilità di morte.

## Funzionamento
L'ISS si basa sull'Abbreviated Injury Scale (AIS). Per calcolare l'ISS di una persona ferita, il corpo è diviso in sei regioni. Queste regioni corporee sono:
- Testa o collo, compreso il rachide cervicale
- Faccia: lo scheletro del volto, naso, bocca, occhi e orecchie
- Torace: compresa la colonna vertebrale toracica e diaframma
- Addome e regione pelvica: compresi gli organi addominali e la colonna vertebrale lombare
- Le estremità o cingolo pelvico: compreso lo scheletro pelvico
- Area esterna

Per calcolare il punteggio ISS, è necessario prendere il più alto codice di gravità AIS in ciascuna delle tre regioni corporee più gravemente ferite, elevare al quadrato ogni codice AIS e sommare i tre numeri elevati al quadrato:
{\displaystyle ISS=A^{2}+B^{2}+C^{2}} dove A, B, C sono i punteggi AIS delle tre regioni corporee più lesionate
Se uno dei tre punteggi è un 6, il punteggio totale viene automaticamente impostato a 75. 
Dal momento che un punteggio di 6 indica la futilità di ulteriori cure mediche ("non in grado di sopravvivere"), questo può significare l'opportunità della cessazione di ulteriori cure già in fase di triage, per un paziente con un punteggio di 6 in qualsiasi categoria.
Nella applicazione dell'ISS si verificano inevitabilmente “intrecci” di punteggi: a titolo d'esempio, possono esistere situazioni in cui è presente una sola lesione decisamente grave (AIS=5) e situazioni in cui vi è la presenza di due o tre lesioni meno gravi (AIS=3).

### Abbreviated Injury Scale(AIS)
La Abbreviated Injury Scale (AIS) è un sistema di punteggio globale di gravità basato su aspetti anatomici che classifica ogni lesione presente in una determinata regione del corpo a seconda della sua gravità relativa su una scala ordinale di sei punti:
1. Minore
2. Moderato
3. Severo
4. Grave
5. Critico
6. Massimo (non curabile).

Ci sono nove capitoli della scale AIS corrispondenti a nove regioni del corpo:
1. Testa
2. Faccia
3. Collo
4. Torace
5. Addome
6. Spina dorsale
7. Arti superiori
8. Arti inferiori
9. Altre regioni ed area esterna